# Hoʻokipa

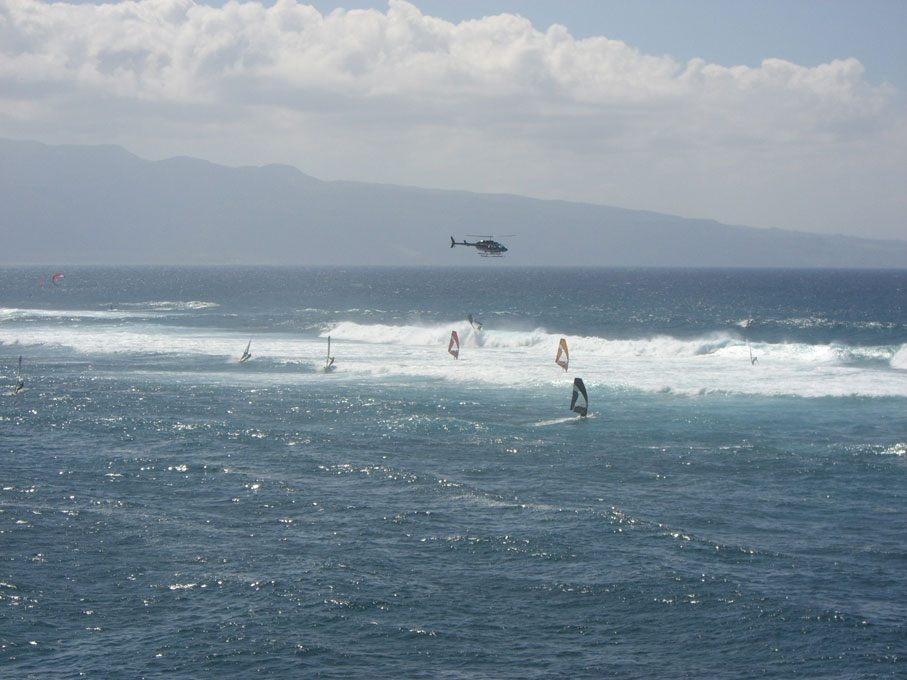
Session de planche à voile à Hoʻokipa en avril 2006.

Hoʻokipa est une plage située sur l'île de Maui à Hawaii, certainement l'une des plus réputées pour la pratique de la planche à voile.